# 국립산림품종관리센터
국립산림품종관리센터(國立山林品種管理센터, 영어: National Forest Seed and Variety Center, 약칭: NFSV)는 산림용 종자의 품종에 대한 심사·심판, 산림유전자원의 보존·관리, 산림자원 조성에 필요한 종자를 공급하기 위한 채종원(採種園) 또는 채수포(埰穗圃)의 조성에 관한 사무를 관장하는 대한민국 산림청의 소속기관이다. 2008년 8월 7일 발족하였으며, 충청북도 충주시 수안보면 수회리로 72에 위치하고 있다. 센터장은 서기관·기술서기관 또는 임업연구관으로 보한다.

## 연혁
- 1970년 7월 15일: 임목육종연구소 소속으로 동부육종장 설치.[3]
- 1998년 8월 1일: 임업연구원 소속 서부임업시험장으로 개편.[4]
- 2004년 1월 9일: 국립산림과학원 소속 산림종자연구소로 개편.[5]
- 2008년 8월 7일: 국립산림품종관리센터로 독립.[6]

## 조직

### 센터장
- 품종심사과[7]
- 종묘관리과[7]